# غراهام ويب (دراج)
غراهام ويب (بالإنجليزية: Graham Webb)‏ هو دراج بريطاني، ولد في 13 يناير 1944 في برمنغهام في المملكة المتحدة، وتوفي في 28 مايو 2017 في Eastwood, Nottinghamshire ‏ في المملكة المتحدة.

## وصلات خارجية
- غراهام ويب على موقع أرشيف الدراجات (الإنجليزية)
- غراهام ويب على موقع إحصائيات الدراجات الإحترافية (الإنجليزية)
- غراهام ويب على موقع CycleBase (الإنجليزية)